# Yaw Preko
Yaw Preko, né le 8 septembre 1974 à Accra, est un footballeur international ghanéen qui évoluait au poste d'attaquant. Après avoir joué la majeure partie de sa carrière en Belgique et en Turquie, il a mis un terme à sa carrière en 2007. Il a également été sélectionné à 27 reprises avec l'équipe nationale ghanéenne. En février 2011, il est nommé entraîneur adjoint de l'équipe nationale du Ghana des moins de 20 ans.

## Carrière
Yaw Preko commence sa carrière dans le club d'Accra Powerlines, mais il rejoint vite les Hearts of Oak, un des principaux clubs ghanéens. Il fait partie de l'équipe du Ghana des -17 ans qui remporte la Coupe du monde 1991. En 1992, il est repris dans l'équipe espoirs du Ghana qui obtient une médaille de bronze aux Jeux Olympiques de Barcelone. Ses bonnes prestations lui rapportent un transfert au Sporting d'Anderlecht, où il remporte plusieurs trophées. Il est sacré champion de Belgique trois saisons d'affilée, et remporte une Coupe de Belgique et deux Supercoupes de Belgique. Après cinq saisons dans la capitale belge, il décide de quitter le club et rejoint le Gaziantepspor, en Turquie.
Yaw Preko trouve rapidement ses marques à Gaziantepspor, et après deux saisons, il est transféré dans un des trois grands clubs turcs, le Fenerbahçe. Dans un noyau où la concurrence est plus forte, il a moins d'occasions de jouer, il ne reste qu'une saison au club stambouliote. En 2000, il signe un contrat chez les néo-promus de Yozgatspor, où il retrouve son sens du but et une place de titulaire. Mais malgré les buts de Preko, le club termine dernier en 2002, et il quitte le club pour retourner à Gaziantepspor. En deux saisons, il n'a que de très rares occasions de jouer. En janvier 2004, il se lance un nouveau défi et signe au club suédois Halmstads BK.
Lors de sa première saison en Suède, Halmstads termine vice-champion, mais la saison suivante est beaucoup moins bonne, le club luttant pour éviter la relégation. Yaw Preko quitte le club, et signe en Arabie saoudite, au club d'Al-Ettifaq. Il ne joue que deux matches en un peu moins de deux saisons, et en 2007, il s'offre une dernière pige à Hoàng Anh Gia Lai, un club vietnamien. Il prend sa retraite à la fin de l'année, après 17 saisons de football professionnel et 27 sélections en équipe nationale du Ghana.

## Palmarès
- 1 fois Champion du Monde -17 ans en 1991 avec le Ghana (-17 ans).
- Médaillé de bronze aux Jeux Olympiques de Barcelone 1992 avec le Ghana (-20 ans)
- 3 fois champion de Belgique en 1993, 1994 et 1995 avec Anderlecht.
- 1 fois vainqueur de la Coupe de Belgique en 1994 avec Anderlecht.
- 2 fois vainqueur de la Supercoupe de Belgique en 1993 et 1995 avec Anderlecht.

## Statistiques saison par saison
| Saison    | Club              | Pays            | Championnat | Matches | Buts |
| --------- | ----------------- | --------------- | ----------- | ------- | ---- |
| 1991      | Hearts of Oak     | Ghana           | Division 1  | 31      | 9    |
| 1991-1992 | Anderlecht        | Belgique        | Division 1  | 0       | 0    |
| 1992-1993 | Anderlecht        | Belgique        | Division 1  | 5       | 0    |
| 1993-1994 | Anderlecht        | Belgique        | Division 1  | 11      | 1    |
| 1994-1995 | Anderlecht        | Belgique        | Division 1  | 28      | 9    |
| 1995-1996 | Anderlecht        | Belgique        | Division 1  | 20      | 11   |
| 1996-1997 | Anderlecht        | Belgique        | Division 1  | 28      | 6    |
| 1997-1998 | Gaziantepspor     | Turquie         | Division 1  | 33      | 9    |
| 1998-1999 | Gaziantepspor     | Turquie         | Division 1  | 25      | 7    |
| 1999-2000 | Fenerbahçe        | Turquie         | Division 1  | 22      | 7    |
| 2000-2001 | Yozgatspor        | Turquie         | Division 1  | 28      | 13   |
| 2001-2002 | Yozgatspor        | Turquie         | Division 1  | 27      | 8    |
| 2002-2003 | Gaziantepspor     | Turquie         | Division 1  | 4       | 1    |
| 2003-2004 | Gaziantepspor     | Turquie         | Division 1  | 8       | 0    |
| 2004      | Halmstads BK      | Suède           | Division 1  | 26      | 7    |
| 2005      | Halmstads BK      | Suède           | Division 1  | 23      | 4    |
| 2005-2006 | Al-Ettifaq        | Arabie saoudite | Division 1  | ?       | ?    |
| 2006-2007 | Al-Ettifaq        | Arabie saoudite | Division 1  | ?       | ?    |
| 2007      | Hoàng Anh Gia Lai | Viêt Nam        | Division 1  | 2       | 0    |

## Parcours d'entraîneur
- sep. 2016-oct. 2016 :  Hearts of Oak SC
- déc. 2016-oct. 2017 :  Ifeanyi Ubah FC
- jan. 2021-fév. 2021 :  Great Olympics
- mars 2021-août 2021 :  Medeama SC
- août 2022-fév. 2023 :  Great Olympics